# Damiano Longhi
Damiano Longhi (Faenza, Italia, 27 de septiembre de 1966) es un exfutbolista y entrenador italiano. Jugó de centrocampista en la máxima categoría de Italia y España.
Destacó en el Calcio Padova donde fue un jugador franquicia y es el cuarto jugador con más partidos jugados con la camiseta del Padova (264 partidos en liga y 25 goles). Su paso por la Primera división española defendiendo la camiseta del Hércules Club de Fútbol fue fugaz al jugar 13 encuentros y abandonar el club en el mercado de invierno. En la actualidad es el entrenador del Campodarsego de la Promozione C italiana.

## Clubes

### Como jugador
| Club                                   | País   | Año       |
| -------------------------------------- | ------ | --------- |
| Modena F. C.                           | Italia | 1982-1987 |
| Calcio Padova                          | Italia | 1987-1989 |
| Pescara Calcio                         | Italia | 1989-1990 |
| Calcio Padova                          | Italia | 1990-1996 |
| Hércules C. F.                         | España | 1996      |
| A. C. Reggiana 1919                    | Italia | 1997      |
| A. S. Dilettantistica Castel di Sangro | Italia | 1997-1998 |
| Treviso F. C. 1993                     | Italia | 1998-2001 |
| U. S. Fiorenzuola 1922                 | Italia | 2001-2002 |

### Como entrenador
| Club                  | País   | Año   |
| --------------------- | ------ | ----- |
| Albignasego Calcio    | Italia | 2007  |
| A. C. D. Campodarsego | Italia | 2010- |

- Datos: Q1432468